# 인두음
인두음(咽頭音, 영어: pharyngeal) 또는 목구멍소리는 설근을 인두벽에 접근시켜서 조음하는 자음이다. 국제 음성 기호에 있는 인두음은 아래와 같다.
| IPA | 이름             | 예     | 예           | 예       | 예   |
| IPA | 이름             | 언어   | 철자         | IPA      | 뜻   |
| --- | ---------------- | ------ | ------------ | -------- | ---- |
|     | 유성 인두 마찰음 | 아랍어 | عَيْنٌ (ʼaynun) | [ʕɑi̯nʊn] | 눈   |
|     | 무성 인두 마찰음 | 아랍어 | رِيحٌ (rīḥun)  | [riːħʊn] | 바람 |
| ʕ̞   | 인두 접근음      |        |              |          |      |

## 같이 보기
- 후음